# Пајнвуд Естејтс (Тексас)
Пајнвуд Естејтс (енгл. Pinewood Estates) насељено је место без административног статуса у америчкој савезној држави Тексас.

## Демографија
По попису из 2010. године број становника је 1.678, што је 45 (2,8%) становника више него 2000. године.
| Група             | 2000.         | 2010.         |
| Белци             | 1.554 (95,2%) | 1.531 (91,2%) |
| Афроамериканци    | 6 (0,4%)      | 21 (1,3%)     |
| Азијати           | 6 (0,4%)      | 8 (0,5%)      |
| Хиспаноамериканци | 53 (3,2%)     | 99 (5,9%)     |
| Укупно            | 1.633         | 1.678         |